# Christoph Groh
Christoph Groh (* 5. Juli 1924 in Wien) ist ein österreichischer Neuropädiater und Epileptologe.

## Leben und Werk
Nach dem Medizinstudium in Innsbruck und Wien (Promotion 1949) absolvierte Groh seine Facharztweiterbildung am Mautner Markhof’schen Kinderspital und an der Universitäts-Kinderklinik in Wien. 1976 habilitierte er sich, 1988 erfolgte die Ernennung zum außerordentlichen Professor.
Von 1987 bis 1990 war Groh supplierender (provisorischer; ad interim) Leiter der Universitäts-Kinderklinik Wien.
Seine wissenschaftlichen Schwerpunkt war die Kinderpsychiatrie und Epileptologie. Er war (Ko-)Autor zahlreicher Artikel in Fachzeitschriften und von Buchbeiträgen.

## Auszeichnung
- 1985: Korrespondierendes Mitglied der Deutschen Sektion der Internationalen Liga gegen Epilepsie (seit 2004: Deutsche Gesellschaft für Epileptologie)
- 1998: August von Reuss-Medaille der Österreichischen Gesellschaft für Kinder- und Jugendheilkunde[3]